# Раздорское I
Раздорское I — многослойное археологическое поселение на территории современной станицы Раздорской в Усть-Донецком районе Ростовской области.

## Описание
Данное поселение было открыто ростовскими краеведами ещё в середине 1950-х годов. Работники археологической группы под началом Т. Д. Белановской сделали шурфование памятника и в 1959 году изучили случайно найденное на его площади захоронение времён средней бронзы.
Весной 1981 года в ходе большого и длительного паводка был размыт правый берег Дона, в результате на северной стороне станицы Раздорской был обнаружен крупный пласт культурных слоёв. В том же году началось его тщательное исследование экспедицией Ростовского университета под началом В. Я. Кияшко.
Поселение образовалось в устье маленькой балки, которую образовало русло родникового ручья, протекавшего от коренной террасы и впадавшего в Дон. В дальнейшем территория данного археологического поселения увеличивалась вдоль русла Дона. Но в изначальном центре всегда жили люди, таким образом всё дно балки наполнилось культурными отложениями.
Толщина сечения слоёв Раздорского I («Красный яр») примерно 5,5-6 м. В наличии следующие пласты: неолитический слой, так называемой «ракушечноярской культуры»; слои раннего энеолита «мариупольского» типа; слои развитого энеолита; слой позднего энеолита «константиновского типа»; слой ранней бронзы «репинского» типа; слой средней бронзы «катакомбного» типа; слои поздней бронзы; слой раннего железного века (IV—III вв. до н. э.); салтово-маяцкая культура; слой казацкой станицы конца XVIII — начала XX веков.
Археологические поселения (Ракушечный Яр и Красный Яр) сосуществовали параллельно и полное их исследование даёт возможность отследить процесс освоения этих земель. Более старые и богатые реликвиями нижние пласты Ракушечного Яра подтверждают, что в раннем неолите изначально люди жили только на острове. Позже на коренном берегу в бухте в точке переправы появился ещё один меньший посёлок. В позднем неолите оба поселения мирно сосуществовали, а в раннем бронзовом веке в результате влияния разных факторов основным стало Раздорское I, а островные поселения пришли в упадок.
В 2015 году комплексная экспедиция ИИМК РАН под руководством Г. Н. Поплеевко в рамках работ по грантам Российского фонда фундаментальных исследований совместно с РРОО «Донское археологическое общество» и этно-археологическим комплексом «Затерянный Мир» и научными сотрудниками этих учреждений А. В. Цыбрием и В. В. Цыбрием, провела раскопки поселения Раздорское I. Было исследовано 48 м² площади поселения в границах раскопа 2004 года. Целью экспедиции было исследование нижних культурных слоёв времён неолита и энеолита. В результате раскопок значительно пополнилось собрание археологических материалов по неолиту и энеолиту, что даёт возможность провести сравнительное исследование данного поселения с другим находящимся поблизости поселением конца каменного века — Ракушечным Яром. Во время раскопок были взяты образцы органики и почвы для корректировки датировок поселения и палеоэкологических реконструкций.
В коллекциях РЭМЗ представлен раскопанный археологический материал, найденный в районе Красного Яра и бесспорно относящийся к Раздорскому I. Это остатки керамики, изделия из сланца и кварцита. Найденные предметы хранятся в Ростовском государственном университете и РОМК.